# Antillen-Fruchtvampire
Die Antillen-Fruchtvampire (Brachyphylla) sind eine Fledermausgattung aus der Familie der Blattnasen (Phyllostomidae), wo sie in einer eigenen Unterfamilie, Brachyphyllinae, geführt werden.
Das Fell dieser Tiere ist an der Oberseite gelblich oder elfenbeinfarben gefärbt, Schultern, Nacken und Flanken sind weiß und die Unterseite bräunlich. Die Schnauze ist kegelförmig, ein Nasenblatt ist nicht vorhanden, lediglich ein hufeisenförmiger Ballen um die Nase. Die Ohren sind mittelgroß, der Schwanz fehlt. Mit 7 bis 12 Zentimetern Kopfrumpflänge und 45 bis 67 Gramm Gewicht zählen sie zu den mittelgroßen Fledermäusen.
Diese Fledermäuse leben auf den Antillen, ihr Verbreitungsgebiet erstreckt sich von Kuba bis Barbados. Tagsüber schlafen sie in Höhlen oder Gebäuden, oft in großen Gruppen von bis zu 10.000 Tieren. In der Nacht begeben sie sich auf Nahrungssuche, sie sind Allesfresser und nehmen Nektar, Pollen, Samen, Früchte und Insekten zu sich.
Es werden zwei Arten unterschieden:
- Brachyphylla nana ist die kleinere der beiden Arten. Sie lebt auf Kuba, Hispaniola, den Kaimaninseln und den Caicos-Inseln. Auf Jamaika und den Bahamas ist sie, vermutlich schon in vorgeschichtlicher Zeit, ausgestorben. Die IUCN listet sie als gering gefährdet.
- Brachyphylla cavernarum ist etwas größer. Die Art lebt auf Puerto Rico und den Kleinen Antillen bis Barbados.